# Jakob 3. af Skotland
Jakob 3. af Skotland (engelsk James III of Scotland) (10. juli 1451 – 11. juni 1488) var konge af Skotland 1460-88. Han var gift med den danske prinsesse Margrete, der var datter af Christian 1. og Dorothea af Brandenburg.
Han døde i Slaget ved Sauchieburn, ca. tre kilometer syd for Stirling i Skotland. Slaget blev udkæmpet mellem kongens ca. 30.000 soldater og ca. 18.000 krigere samlet af den skotske adel, der foretrak kongens søn, prins Jakob, der var 15 år.